# Сексуальный каннибал
«Сексуальный каннибал» (исп. El caníbal; иное название — «Дьявольский охотник») — эротический эксплуатационный фильм ужасов 1980 года режиссёров Хесуса Франко и Франко Проспери. Скандальный фильм, вскоре после выхода в Великобритании попавший в DPP список, из-за чего видеокассеты, вышедшие до цензурирования, получили коллекционную ценность. В 2008 году Британский совет по классификации фильмов разрешил к выпуску полную версию фильма. Из немногих узнаваемых находок в фильме можно отметить «Дьявола», у которого нет зрачков. Этот фильм ужасов имеет определённую связь и с «Адом каннибалов» Руджеро Деодато.

## Сюжет
На тропическом острове в Южной Америке живёт племя аборигенов, поклоняющихся огромному негру-каннибалу с выпученными глазами. Аборигены приносят ему в жертву девушек, и тот их насилует и съедает. Фильм начинается с того, как четверо аборигенов бегут за девушкой из племени, которую они должны принести в жертву каннибалу.
Молодая актриса Лаура Кроуфорд едет на машине по Нью-Йорку. Потом машина останавливается, и Лаура идет к поклонникам, раздает автографы и фотографируется.
Четверо аборигенов нагоняют девушку из племени и привязывают к дереву. Затем показывается, как негр просыпается, идет к дереву, к которому привязана пойманная девушка, насилует её и съедает её заживо.
Нью-Йорк. Показывается как бандиты раздумывают над тем, как похитить Лауру. Потом они крадут её и переправляют на остров в Южной Америке, где и живёт племя аборигенов, которые издеваются над Лаурой, мучают и насилуют её.
Нью-Йорк. Продюсер Лауры по фильмам вызывает к себе своего друга, ветерана Вьетнама Питера Вестона, и просит его вернуть Лауру. Тот соглашается и просит своего друга Джека отвезти на остров, где находится Лаура. После приземления Питер и Джек идут в лес в поисках бандитов. Там они находят останки девушки, которую съел каннибал. Потом они находят рацию, по которой должны были переговариваться с бандитами. Бандиты говорят, что надо встретиться на берегу океана. Но когда Питер передает выкуп, бандит отпрыгивает в сторону, и в Питера стреляют остальные бандиты, притаившиеся в скалах. Питер уворачивается, а Джек заводит вертолет и забирает Питера. Лаура, во время всего этого, убегает в джунгли. Питер и Джек поднимаются в небо, но потом прыгают в океан, а вертолёт разбивается. Бандиты думают, что те погибли, а когда заглядывают в мешок с деньгами, то видят, что там лишь пачки чистых бумажек.
Лаура бегает по лесу, чтобы не попасть снова в плен, но её хватают аборигены и привязывают к дереву.
Питер и Джек плывут к кораблю, на котором приплыли бандиты, и там находят девушку, которая тоже пленница бандитов. Потом Питер плывет обратно на остров, а Джек остаётся с девушкой и занимается с ней сексом.
Бандиты ищут Лауру. Двое из них бродят по лесу. За ними все время наблюдает каннибал. Потом они слышат шорох в кустах, и один из них идёт посмотреть, в чём дело. Второй, более трусливый, ждёт, когда вернётся его друг. Потом не выдерживает и идет в кусты; там он видит, что его напарник свисает с дерева, и с него ручьями течет кровь и его пенис валялся на полу. Потом он падает с дерева. Трусливый бежит оттуда назад в пещеру, где его ждут Джейн[кто?] и главарь банды. Потом он и главарь идут продолжать поиски. Они замечают далеко впереди каннибала и в испуге убегают. По дороге назад трусливый падает в яму, в дно которой воткнуты деревянные колья, и погибает. Главарь в испуге убегает.
В это время Питер тоже находит труп бандита и понимает, что здесь живёт зло…
Каннибал выходит на берег моря и видит корабль. Он замечает занимающихся сексом Джека и девушку. Он спускается и убивает Джека, а девушку насилует и заживо съедает.
Питер находит пещеру, где скрываются бандиты. Там он берет в плен Джейн. Он надевает на неё цепь и приковывает к пещере. Но ей удается выбраться.
В это время каннибал снова бродит в поисках еды. Когда находит освободившуюся из цепей Джейн, он убивает и съедает её.
Когда Питер уходит, его берет в плен главарь бандитов. Но Питер убивает его и идет на поиски Лауры.
В это время каннибал идет к дереву, к которому привязана Лаура. Он отвязывает её и несет на вершину скалы. Там он вступает в схватку с Питером и погибает. Питер забирает Лауру на корабль и отвозит обратно в Нью-Йорк.

## В ролях
- Урсула Бучфеллнер — Лаура Кроуфорд
- Аль Кливер — Питер Вестон
- Антонио Маянс — Джек
- Антонио де Кабо — Томас
- Бурт Алтман — «Дьявол»
- Джизела Хан — Джейн
- Вернер Почат — Крис

## Другие названия фильма
- Chasseur de l’enfer (Франция)
- Chasseurs d’hommes (Франция)
- Il cacciatore di uomini (Италия)
- Jungfrau unter Kannibalen (Западная Германия)
- Mandingo Manhunter (США)
- Manhunter — O Seqüestro (Бразилия)
- The Devil Hunter (Международное название)
- The Man Hunter (Международное название)

## Рецензии
- Gary Ogden, shocktillyoudrop.com, 2008.
- Kurt Dahlke, dvdtalk.com, 2008.